# Mottier
Mottier ist eine französische Gemeinde mit 843 Einwohnern (Stand: 1. Januar 2022) im Département Isère in der Region Auvergne-Rhône-Alpes. Sie gehört zum Arrondissement Vienne, zum Kanton Bièvre und zum Gemeindeverband Bièvre Isère.

## Geografie
Die Gemeinde Mottier liegt 42 Kilometer südöstlich von Lyon am Nordhang eines weit nach Westen ausgreifenden Ausläufers der Chartreuse; die La Côte genannte schmale Bergkette ist ca. 25 Kilometer lang und nur vier Kilometer breit. Umgeben wird Mottier von den Nachbargemeinden Champier im Norden, Eydoche im Norden und Nordosten, Longechenal im Osten, Saint-Hilaire-de-la-Côte im Südosten und Süden, Gillonnay im Süden, La Côte-Saint-André im Südwesten sowie Porte-des-Bonnevaux mit Nantoin im Westen und Nordwesten.

## Bevölkerungsentwicklung
| Jahr                       | 1962 | 1968 | 1975 | 1982 | 1990 | 1999 | 2006 | 2013 | 2021 |
| Einwohner                  | 385  | 362  | 357  | 414  | 468  | 511  | 609  | 687  | 801  |
| Quellen: Cassini und INSEE |      |      |      |      |      |      |      |      |      |

## Sehenswürdigkeiten
- Kirche Saint-Nicolas
- Reste der Burg Bocsozel aus dem 11. Jahrhundert

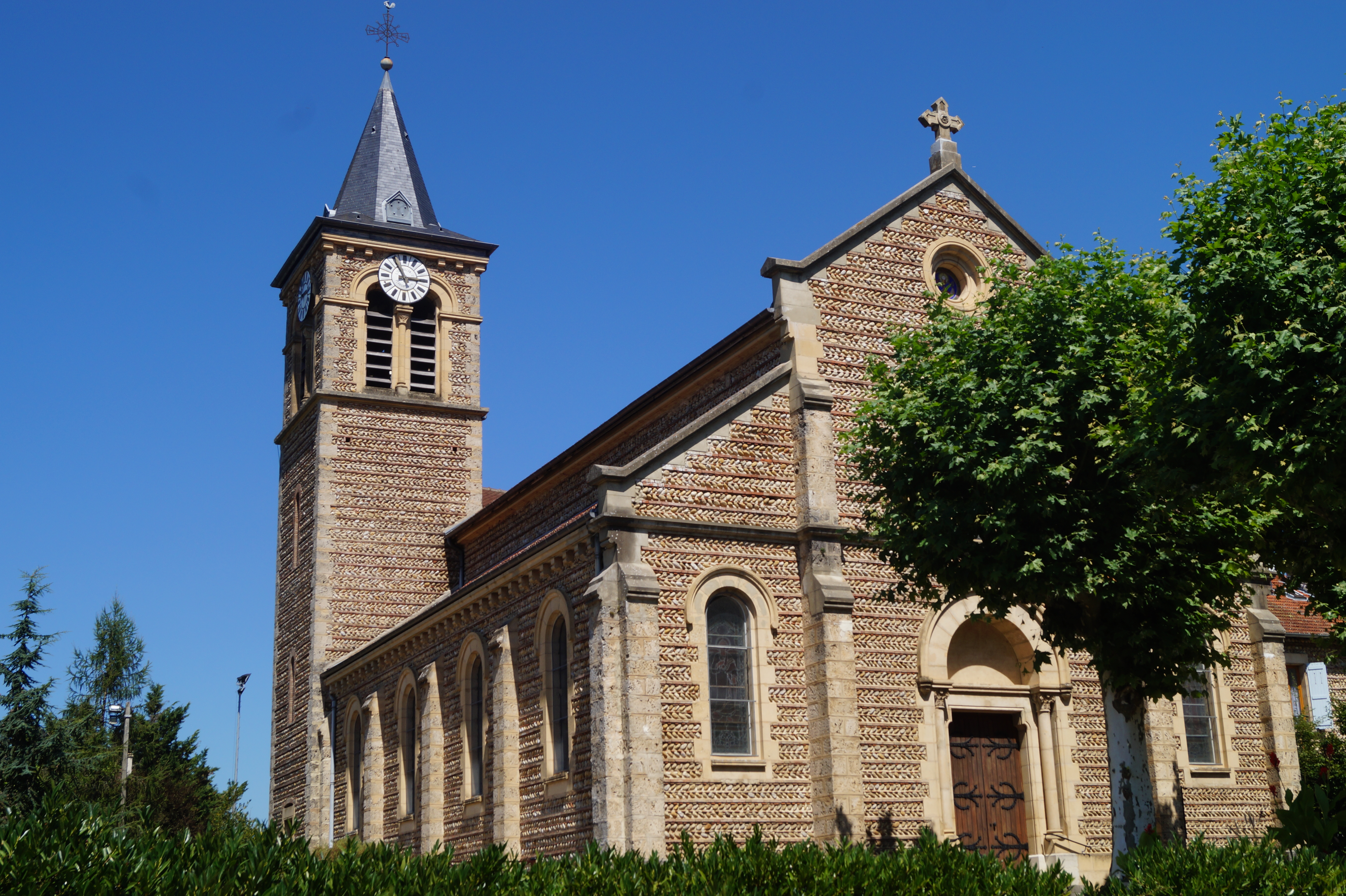
Kirche Saint-Nicolas
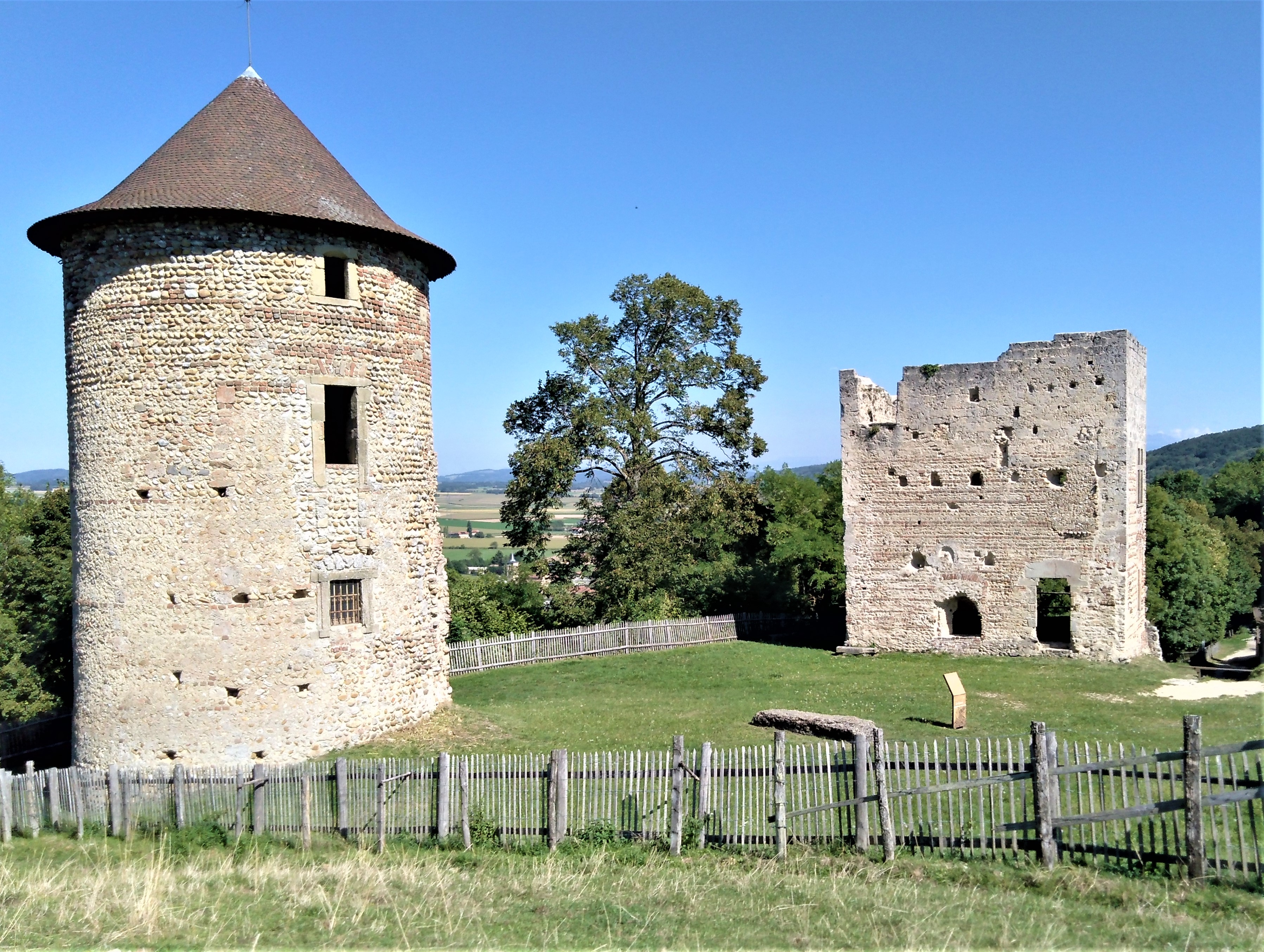
Reste der Burg Bocsozel
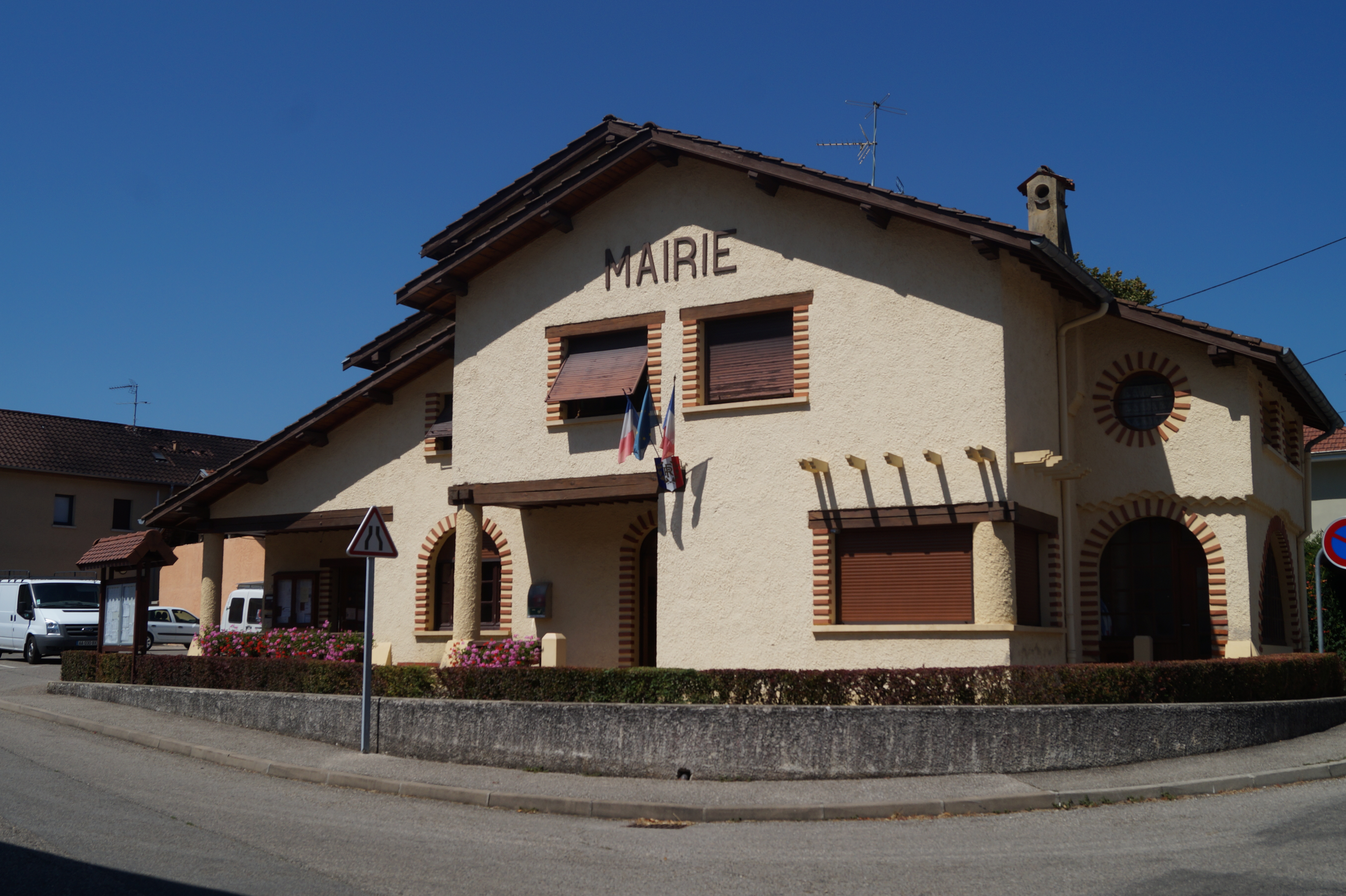
Rathaus (mairie)

## Persönlichkeiten
- François Laurencin (1825–1892), römisch-katholischer Erzbischof und Apostolischer Administrator von Guadeloupe et Basse-Terre